# 一宮町 (豊川市)
一宮町（いちのみやちょう）は、愛知県豊川市の地名。

## 地理

### 交通
- 国道151号
- 愛知県道380号豊橋一宮線
- 飯田線三河一宮駅

### 字一覧
- 旭（あさひ）
- 泉（いずみ）
- 亥子角（いねずみ）
- 大池（おおいけ）
- 大ブロ（おおぶろ）
- 欠下（かけした）
- 上新切（かみしんきり）
- 栄（さかえ）
- 下新切（しもしんきり）
- 宝川（たからがわ）
- 西垣内（にしがきうち）
- 錦（にしき）
- 野添（のぞえ）
- 緑（みどり）
- 宮前（みやまえ）
- 幸（みゆき）
- 社（やしろ）
- 豊（ゆたか）

### 施設
- 三河國一之宮 砥鹿神社
- 津守神社
- 愛知県立東三河高等技術専門校
- 豊川市立一宮中学校
- 愛知障害者職業能力開発校
- 一宮錦公園[中部1号公園]
- 一宮社公園[中部2号公園]
- 一宮幸公園[中部3号公園]
- 一宮緑公園[中部4号公園]
- 一宮栄公園[中部5号公園]
- 一宮泉公園[中部6号公園]
- 上新切東公園
- 上新切中公園
- 上新切西公園

## 歴史

### 地名の由来
地内の砥鹿神社が三河国の一宮であったことによる。

### 沿革
- 江戸時代 - 三河国宝飯郡一宮村として所在[1]。慶長8年からは幕府領、寛永9年からは吉田藩領、寛文3年からは小笠原長定知行、元禄9年から吉田藩領に戻る[1]。
- 1889年（明治22年） - 桑富村大字一宮となる[1]。
- 1897年（明治30年） - 吉田駅から三河一宮駅まで豊川鉄道が開通する[1]。
- 1906年（明治39年） - 一宮村大字一宮となる[1]。
- 1961年（昭和36年） - 一宮町大字一宮となる[1]。
- 2006年（平成18年）2月1日 - 宝飯郡一宮町大字一宮が合併に伴い、豊川市一宮町となる[WEB 6]。

### 人口の変遷
国勢調査による人口および世帯数の推移。
| 1995年（平成7年）  | 1440世帯 4902人 |  |
| 2000年（平成12年） | 1770世帯 5481人 |  |
| 2005年（平成17年） | 2018世帯 5886人 |  |
| 2010年（平成22年） | 2012世帯 5754人 |  |
| 2015年（平成27年） | 2119世帯 5821人 |  |
| 2020年（令和2年）  | 2242世帯 5864人 |  |

### WEB
1. ↑  “愛知県豊川市の町丁・字一覧”.   人口統計ラボ. 2024年5月1日閲覧。
2. 1 2  総務省統計局 (2022年2月10日). “令和2年国勢調査の調査結果(e-Stat) - 男女別人口，外国人人口及び世帯数－町丁・字等” (CSV). 2023年8月2日閲覧。
3. ↑  “読み仮名データの促音・拗音を小書きで表記するもの(zip形式) 愛知県” (zip).   日本郵便 (2024年2月29日). 2024年3月26日閲覧。
4. ↑  “市外局番の一覧” (PDF).   総務省 (2022年3月1日). 2022年3月22日閲覧。
5. ↑  “ナンバープレートについて”.   一般社団法人愛知県自動車会議所. 2024年1月21日閲覧。
6. ↑  “愛知県豊川市の郵便番号一覧”.   日本郵便. 2024年5月2日閲覧。
7. ↑  総務省統計局 (2014年3月28日). “平成7年国勢調査の調査結果(e-Stat) - 男女別人口及び世帯数 －町丁・字等” (CSV). 2021年7月20日閲覧。
8. ↑  総務省統計局 (2014年5月30日). “平成12年国勢調査の調査結果(e-Stat) - 男女別人口及び世帯数 －町丁・字等” (CSV). 2021年7月20日閲覧。
9. ↑  総務省統計局 (2014年6月27日). “平成17年国勢調査の調査結果(e-Stat) - 男女別人口及び世帯数 －町丁・字等” (CSV). 2021年7月21日閲覧。
10. ↑  総務省統計局 (2012年1月20日). “平成22年国勢調査の調査結果(e-Stat) - 男女別人口及び世帯数 －町丁・字等” (CSV). 2021年7月21日閲覧。
11. ↑  総務省統計局 (2017年1月27日). “平成27年国勢調査の調査結果(e-Stat) - 男女別人口及び世帯数 －町丁・字等” (CSV). 2021年7月21日閲覧。

### 書籍
1. 1 2 3 4 5 6 7  「角川日本地名大辞典」編纂委員会 1989, p. 159.